# عبد المهدي الكربلائي
عبد المهدي الكربلائي ممثل المرجع السيد علي السيستاني في كربلاء والمتولي الشرعي للعتبة الحسينية.